# Aphidius kunmingensis
Aphidius kunmingensis är en stekelart som först beskrevs av Wang och Zhiming Dong 1997.  Aphidius kunmingensis ingår i släktet Aphidius och familjen bracksteklar. Inga underarter finns listade i Catalogue of Life.